# 논현동 (인천)
논현동(論峴洞)은 인천광역시 남동구의 법정동이다. 행정동으로 논현1동, 논현2동이 설치되어 있다. 수도권 제일의 소래자연포구와 해양관광 생태공원이 위치하며, 택지개발 신도시 조정으로 고품격 주거 지역을 형성하고 있다. 수인선 및 서해안고속도로가 인접한 교통의 요충지이다.

## 유래
논현동이란 옛날 마을에 중요한 일이 있을 때, 어른들이 마을 뒤의 만월산 넓은 공터에 모여서 의논을 했다는데서 이름이 지어졌다는 이야기와 고개에 논이 있어 ‘논고개’였는데 이것이 한자어로 ‘논현’이 되었다는 이야기가 있다. 또 다른 하나는 옛날 사신들이 중국으로 떠날 때 배웅 나온 가족들과 이야기하며 넘는 고개라 하여 ‘논현동’이라 불렀다는 이야기가 있다. 논현동은 본래 인천부 남동면 논현리 지역으로 ‘논고개 마을’과 ‘모래 마을’이었다. 1903년 인천부의 동리명 확정 때 논현리, 사리동로 되었다가 1906년 5월 논현리가 되었다.

## 연혁
- 1914년 4월 1일 부천군 남촌면 논현리
- 1940년 4월 1일 인천부 논현정(論峴町) (인천부 재편입)
- 1946년 1월 1일 인천부 논현동
- 1949년 8월 15일 인천시 논현동
- 1968년 1월 1일 인천시 남구 논현동
- 1981년 7월 1일 인천직할시 남구 논현동
- 1988년 1월 1일 인천직할시 남동구 논현동
- 1995년 3월 1일 인천광역시 남동구 논현동
- 1998년 11월 1일 인천광역시 남동구 논현고잔동
- 2009년 7월 20일 인천광역시 남동구 논현동
- 2011년 5월 20일 인천광역시 남동구 논현1동[3]

## 교육 기관

### 논현1동
- 인천소래초등학교
- 인천장도초등학교
- 인천은봉초등학교
- 인천논현초등학교
- 인천논현중학교
- 인천논현고등학교
- 인천원동초등학교
- 인천고잔중학교
- 인천고잔초등학교
- 인천고잔고등학교
- 인천송천초등학교
- 인천송천고등학교
- 인천원동초등학교

### 논현2동
- 인천한누리학교
- 인천동방초등학교
- 인천논곡초등학교
- 논곡중학교
- 인천동방중학교
- 인천금융고등학교
- 인천남동고등학교

## 명소

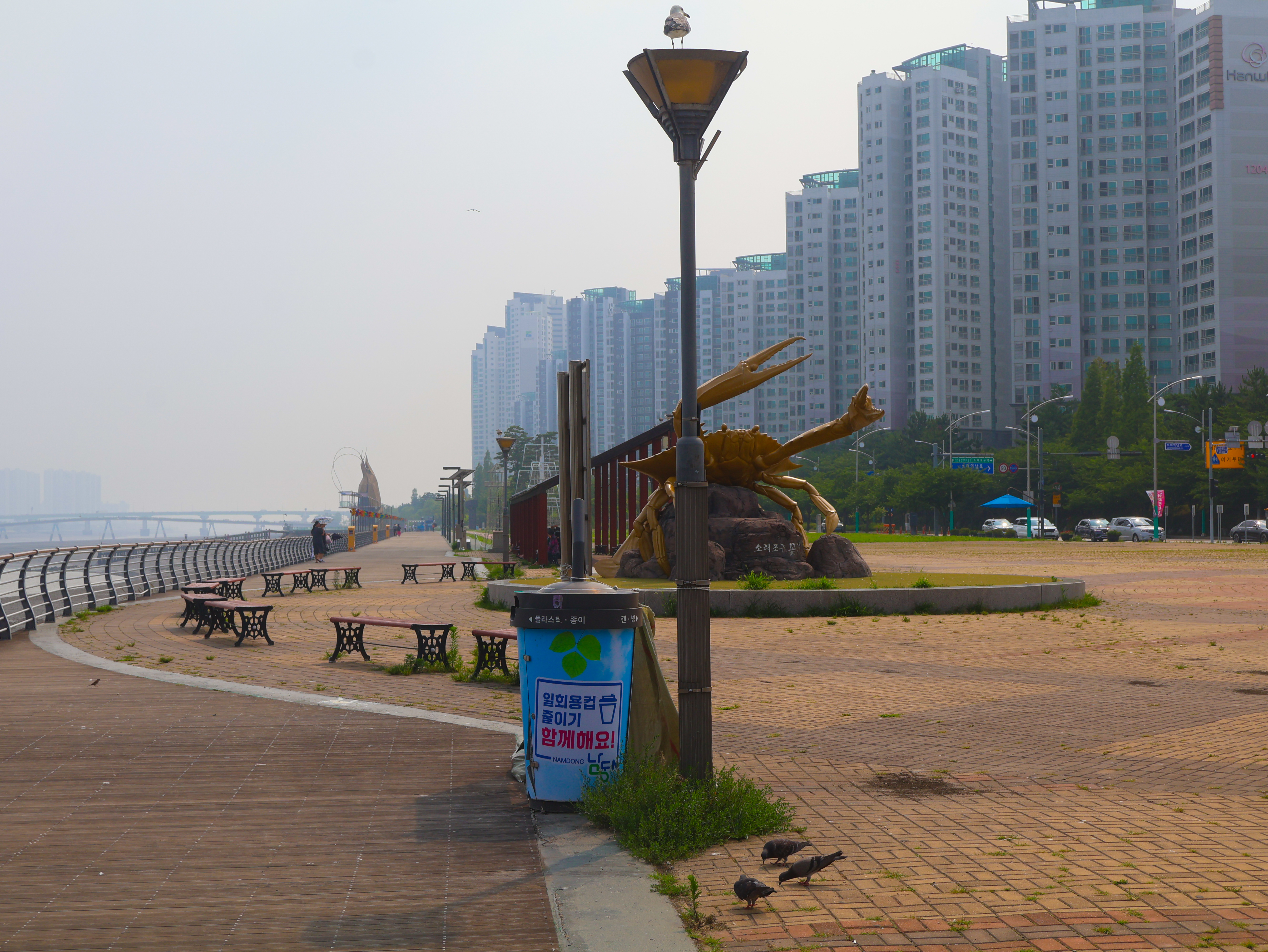
소래포구 해오름광장

- 소래포구
- 소래철교
- 소래습지생태공원 (舊 소래염전)
- 논현포대
- 장도포대지
- 남동소래아트홀

## 주거
| 단지명                     | 건설사                      | 시행사                  | 주소                      | 입주        | 비고                                       |
| -------------------------- | --------------------------- | ----------------------- | ------------------------- | ----------- | ------------------------------------------ |
| 소래마을 풍림아이원        | 풍림산업                    | 이삭건설㈜              | 남동구 청능대로718번길 7  | 2000년 3월  |                                            |
| 논현동보                   | 동보건설㈜                  | 동보건설㈜              |                           | 1999년 6월  |                                            |
| 논현주공 1단지             | ㈜한양                      | 대한주택공사            |                           | 1998년 8월  |                                            |
| 논현주공 2단지             | 성지건설㈜                  | 대한주택공사            |                           | 1998년 8월  |                                            |
| 산뒤마을 휴먼시아 12단지   | ㈜신일                      | 대한주택공사            | 남동구 청능대로715번길 59 | 2005년 11월 | 국민임대                                   |
| 푸르내마을 휴먼시아 13단지 | 서광건설산업㈜              | 대한주택공사            | 남동구 포구로 98          | 2006년 4월  |                                            |
| 논현 트리플에듀            | ㈜신일 서희건설             | 대한주택공사            | 남동구 소래역로 94        | 2006년 7월  | '단풍마을 11단지 휴먼시아'에서 단지명 변경 |
| 동산마을 휴먼시아 8단지    | 신성건설                    | 대한주택공사            | 남동구 소래역로 119       | 2006년 7월  |                                            |
| 등대마을 휴먼시아 14단지   | 우신건설㈜                  | 대한주택공사            | 남동구 청능대로715번길 22 | 2006년 8월  | 국민임대                                   |
| 달맞이마을 휴먼시아 5단지  | 남양건설                    | 대한주택공사            | 남동구 논현로 105         | 2007년 3월  | 국민임대                                   |
| 하늘마을 휴먼시아 3단지    | 계룡건설산업 ㈜케이씨씨건설 | 대한주택공사            | 남동구 논현로 45          | 2008년 5월  | 국민임대                                   |
| 범마을 휴먼시아 2단지      | ㈜신일                      | 대한주택공사            | 남동구 은봉로166번길 27   | 2008년 6월  | 국민임대                                   |
| 논현 파크포레              | 서희건설 태영건설           | 대한주택공사            | 남동구 은봉로165번길 24   | 2009년 6월  | '숲속마을 1단지 휴먼시아'에서 단지명 변경  |
| 새터마을 신일해피트리      | ㈜신일                      | 세계건설㈜              | 남동구 은봉로 288         | 2007년 5월  |                                            |
| 냇마을 신영지웰            | ㈜에스케이건설              | ㈜신영                  |                           | 2007년 10월 |                                            |
| 별빛마을 웰카운티          | 현대건설                    | 인천도시공사            |                           | 2008년 7월  |                                            |
| 어진마을 꿈에그린          | ㈜한화 건설부문             | 한화건설                |                           | 2007년 12월 |                                            |
| 에코메트로 11단지 꿈에그린 | ㈜한화 건설부문             | 한화건설                | 2009년 7월                |             |                                            |
| 에코메트로 12단지 꿈에그린 | ㈜한화 건설부문             | 한화건설                | 2009년 7월                |             |                                            |
| 에코메트로 10단지 꿈에그린 | ㈜한화 건설부문             | 한화건설 ㈜화인파트너스 |                           | 2010년 12월 |                                            |
| 에코메트로 5단지 꿈에그린  | ㈜한화 건설부문             | 한화건설 ㈜화인파트너스 |                           | 2010년 12월 |                                            |
| 에코메트로 6단지 꿈에그린  | ㈜한화 건설부문             | 한화건설                |                           | 2010년 12월 |                                            |
| 에코메트로 7단지 꿈에그린  | ㈜한화 건설부문             | 한화건설                | 2011년 1월                |             |                                            |
| 에코메트로 9단지 꿈에그린  | ㈜한화 건설부문             | 한화건설 ㈜화인파트너스 |                           | 2011년 2월  |                                            |

## 사진

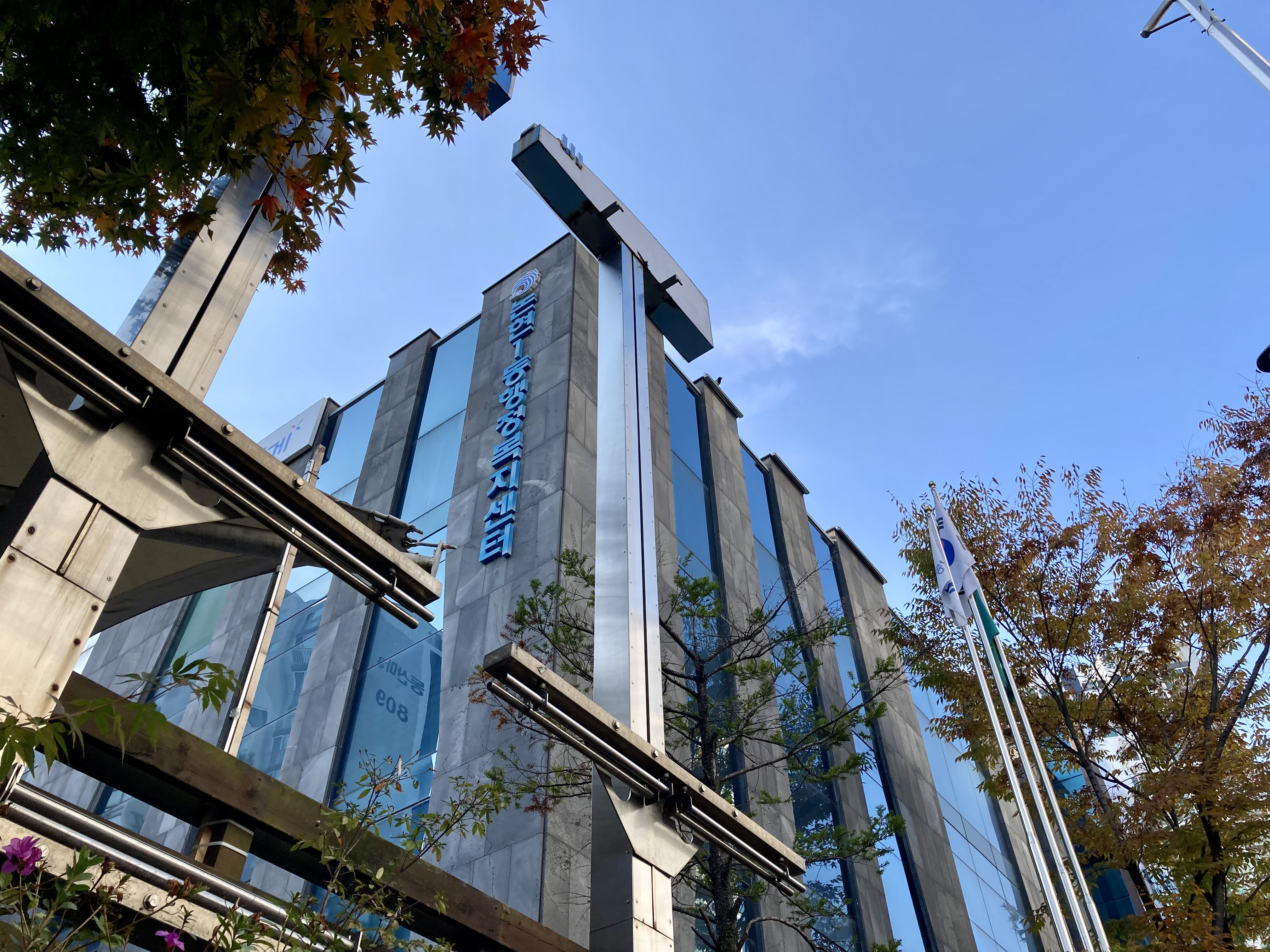
논현1동 행정복지센터
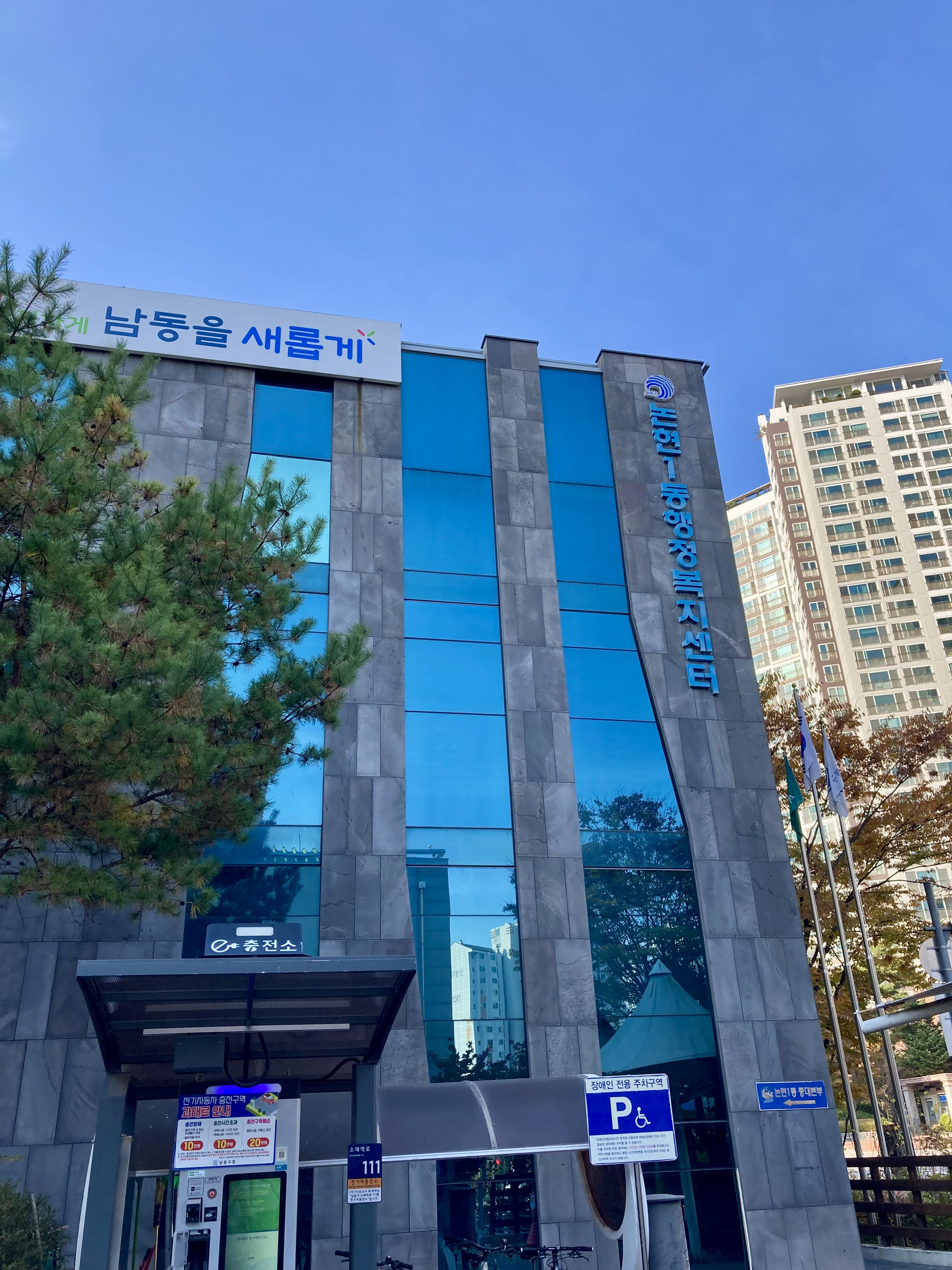
논현1동 행정복지센터 외관
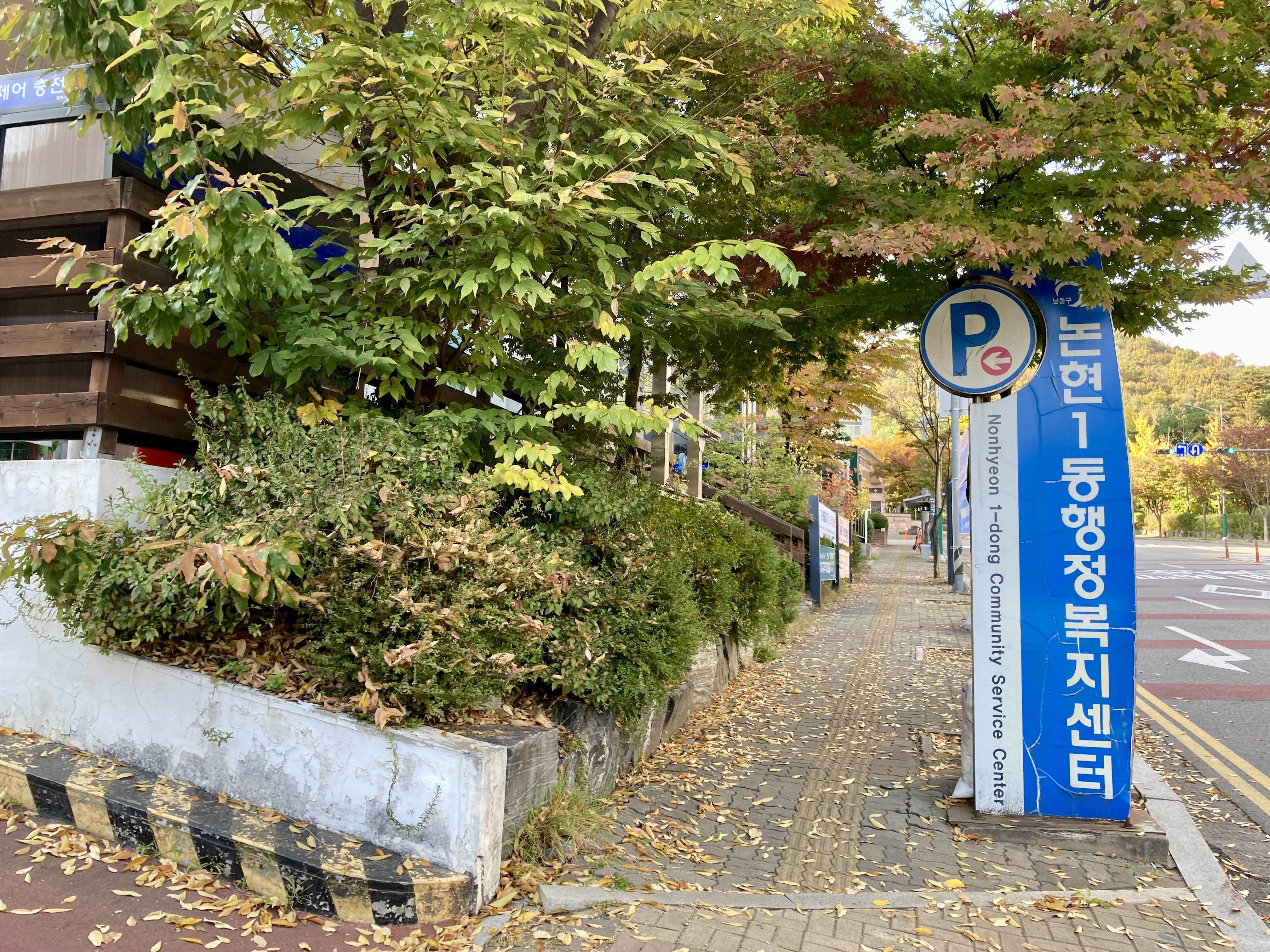
논현1동 행정복지센터 안내판
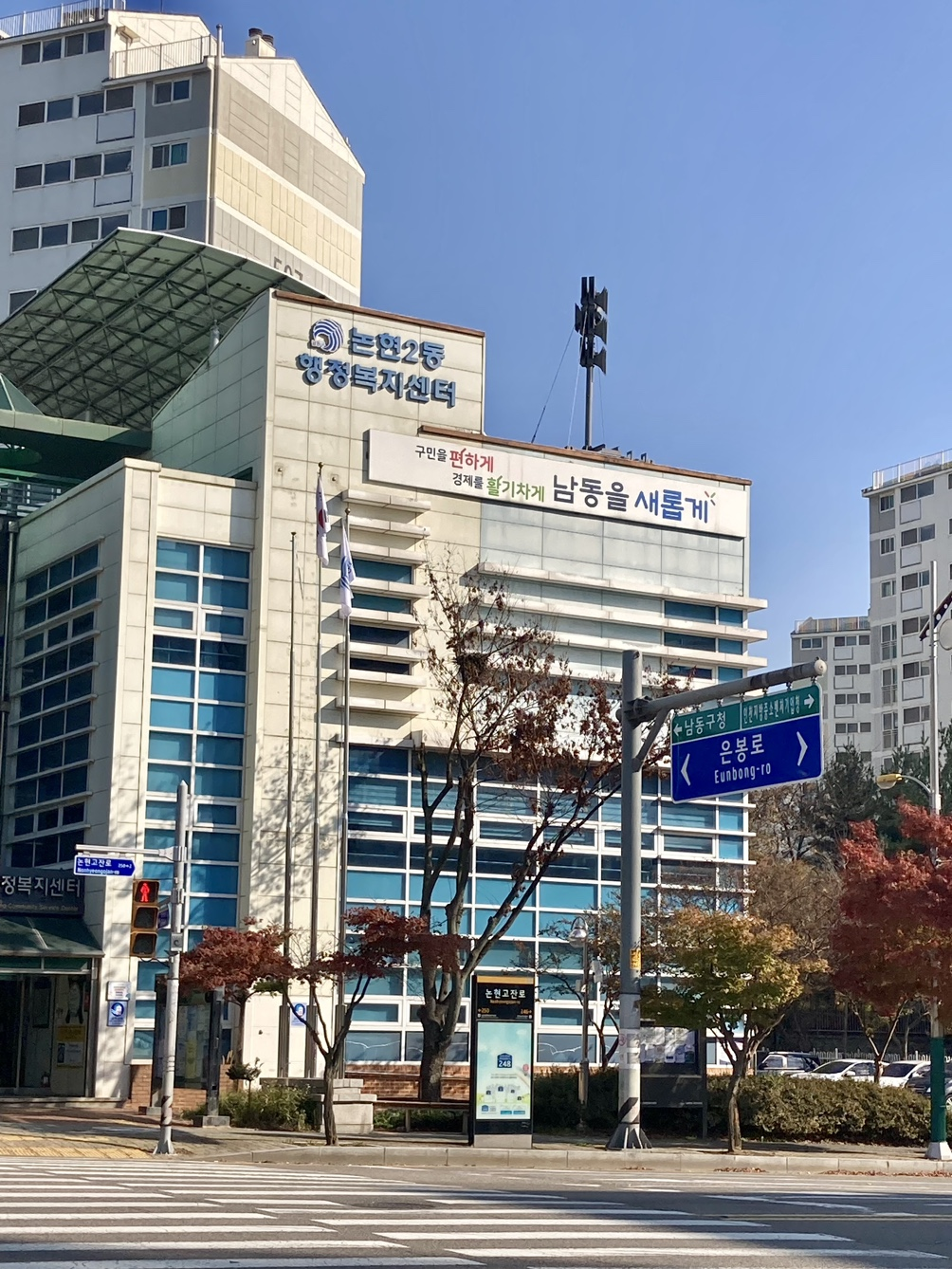
논현2동행정복지센터(은봉로방면)
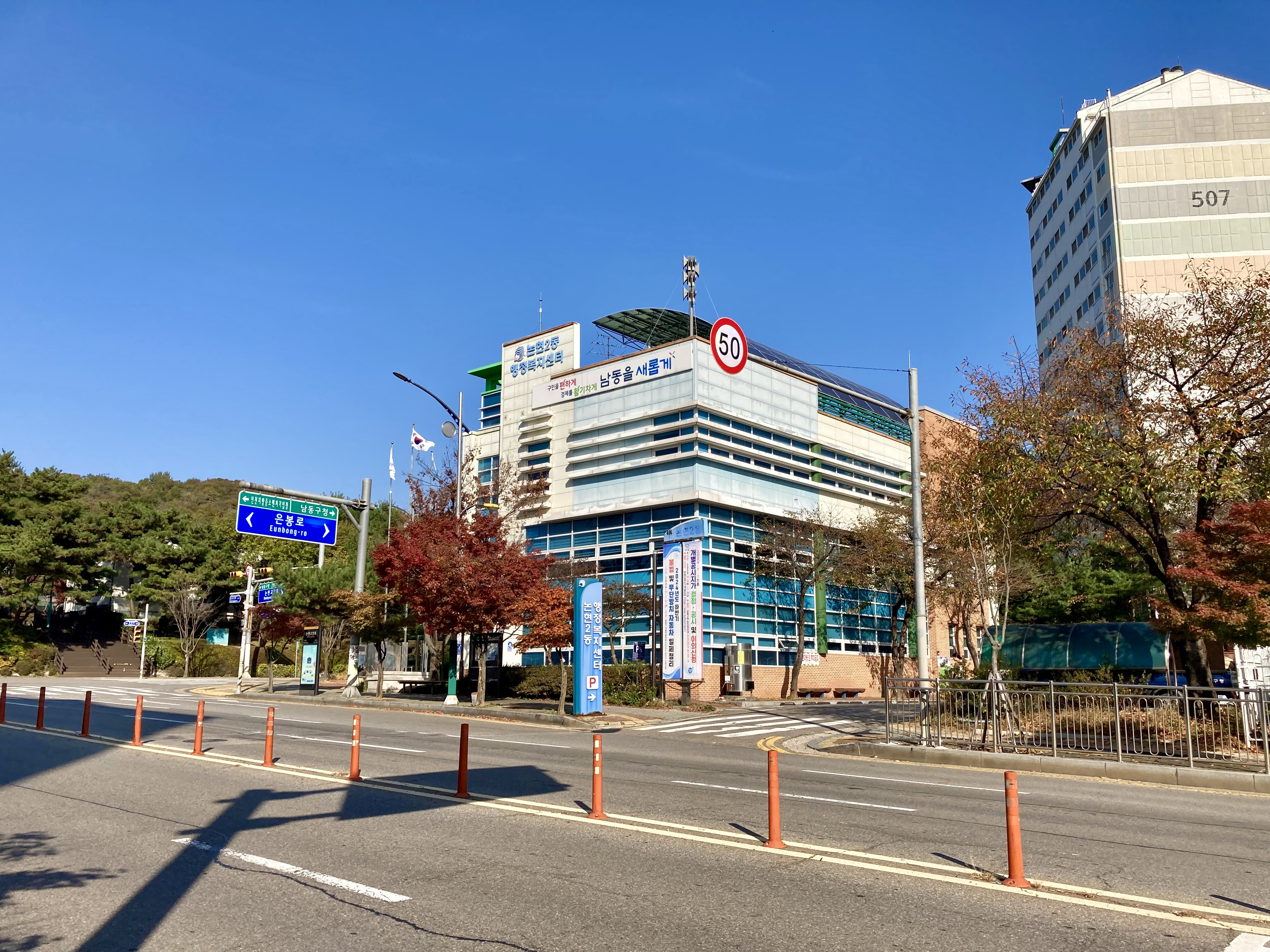
논현2동행정복지센터(2024년 11월)

## 교통
인천교통공사와 연계되는 버스는 모두 남동인더스파크를 경유한다. 각종 도로를 통해 영동고속국도, 경인고속국도, 제2경인고속국도, 남동구청, 인천대공원, 송도신도시 등의 지역으로 연계된다. 또한 수도권 전철 수인선의 4개역이 논현동을 관통하며, 많은 인천시의 시내버스와 광역버스 노선이 있다.
- 도로
  - 영동고속도로
  - 비류대로
  - 소래로
  - 은봉로
  - 청능대로
  - 포구로
  - 앵고개로
  - 아암대로
  - 장도로
  - 소래역로
  - 소래역서로
  - 논현로
  - 논고개로
  - 논현고잔로
  - 호구포로
  - 함박뫼로
  - 남동동로
  - 남동대로
  - 남동서로
  - 승기천로
- 수도권 전철(수인선)
  - 소래포구역
  - 인천논현역
  - 호구포역
  - 남동인더스파크역